# مغيطية (شلاهي)
مغيطية (بالفارسية: مغیطیه) هي قرية تقع في إيران في قسم شلاهي الريفي. يقدر عدد سكانها بـ 794 نسمة .